# Manila (cheval)
Pour les articles homonymes, voir Manila (homonymie).
Manila (1983-2009) est un cheval de course pur-sang anglais, spécialiste des courses de plat, membre du Hall of Fame des courses américaines.

## Carrière de courses
Manila commence discrètement sa carrière à 2 ans, ne parvenant pas à s'imposer dans trois maiden disputés sur le dirt, avant d'être vendu par son propriétaire philippin Eduardo Cojuangco. Il parvient toutefois à remporter sa course lors de sa rentrée à 3 ans, à Hialeah Park en Floride, sur le dirt, avant de passer sur le gazon. Et là, ce n'est plus le même cheval. Vainqueur d'une allowance à Keeneland, il ne tarde pas à s'illustrer au niveau des courses de groupe avec une deuxième place dans les Saranac Stakes du côté de Belmont Park, près de New York. Dès lors, sa carrière prend la forme d'une litanie de victoires, avec un premier groupe 1 en août dans le United Nation Handicap à Atlantic City. Des victoires aisées, davantage que celles qu'il remporte contre les chevaux européens de passage en Amérique : un nez le sépare de l'Anglais Damister dans le Turf Classic, une courte encolure de l'Irlandais Theatrical dans une formidable édition de la Breeders' Cup Turf où le crack britannique Dancing Brave, éblouissant vainqueur un mois plus tôt du Prix de l'Arc de Triomphe, manque ses adieux et termine quatrième. Avec six victoires d'affilée entre juin et novembre, dont trois groupe 1, Manila est logiquement sacré cheval de l'année sur le gazon.
À 4 ans, le pensionnaire de LeRoy Jolley poursuit sa série en première partie de saison, ajoutant trois victoires à son palmarès, dont un doublé dans le United Nation Handicap. Il connaît toutefois la défaite en août dans le Bernard Baruch Handicap à Saratoga, s'inclinant à la surprise générale face à Talakeno et concédant sa première désillusion après neuf victoires consécutives. Mais il en appelle aussitôt de cette défaite dans l'Arlington Million, où il devance nettement cette fois Theatrical, lointain troisième. Ce sera sa dernière course : une blessure contractée lors de cette épreuve met fin à sa carrière et le prive d'un second titre de cheval de l'année sur le gazon, lequel échoit à Theatrical, vainqueur de sept de ses neuf sorties cette année-là. Ce qui ne l'empêchera pas d'être élu en 2008 au Hall of Fame des courses américaines. Dans son livre de 2006 intitulé The Best and Worst of Thoroughbred Racing, Steve Davidowitz considère Manila comme le second meilleur cheval de turf sur longue distance de l'histoire des courses américaines, derrière le grand John Henry.

### Résumé de carrière
| Date         | Hippodrome      | Pays        | Course                  | Statut      | Distance    | Jockey             | Place       | Écart        | Vainqueur ou deuxième |
| 1985, 2 ans  | 1985, 2 ans     | 1985, 2 ans | 1985, 2 ans             | 1985, 2 ans | 1985, 2 ans | 1985, 2 ans        | 1985, 2 ans | 1985, 2 ans  | 1985, 2 ans           |
| ------------ | --------------- | ----------- | ----------------------- | ----------- | ----------- | ------------------ | ----------- | ------------ | --------------------- |
| 3 août       | Saratoga        | États-Unis  | Maiden                  |             | 1 200 m     | J. Krugge          | 7e / 13     | 8            | Rel Courg             |
| 8 août       | Saratoga        | États-Unis  | Maiden                  |             | 1 200 m     | Angel Cordero, Jr. | 2e / 12     | 2            | Perfect by Far        |
| 23 octobre   | Aqueduct        | États-Unis  | Maiden                  |             | 1 600 m     | Angel Cordero, Jr. | 2e / 8      | 1 ¼          | Fabulous Flight       |
| 1986, 3 ans  |                 |             |                         |             |             |                    |             |              |                       |
| 18 mars      | Hialeah Park    | États-Unis  | Maiden                  |             | 1 700 m     | I. Veles           | 1er / 9     | 8            | Nudist Colony         |
| 9 avril      | Keeneland       | États-Unis  | Allowance               |             | 1 700 m     | I. Veles           | 1er / 6     | 7 ¼          | Sharp Ginistrelli     |
| 17 avril     | Keeneland       | États-Unis  | Forerunner Stakes       |             | 1 700 m     | I. Veles           | 2e / 10     | 2 ½          | Autobot               |
| 18 mai       | Belmont Park    | États-Unis  | Saranac Stakes          | Gr. 2       | 1 600 m     | J. Velazquez       | 2e / 11     | 1 ¾          | Glow                  |
| 7 juin       | Hollywood Park  | États-Unis  | Cinema Handicap         | Gr. 2       | 1 800 m     | Fernando Toro      | 1er / 10    | 2 ½          | Vernon Castle         |
| 12 juillet   | Belmont Park    | États-Unis  | Lexington Stakes        | Gr. 2       | 2 000 m     | Jose A. Santos     | 1er / 10    | 1 ¾          | Glow                  |
| 9 août       | Atlantic City   | États-Unis  | United Nations Handicap | Gr. 1       | 1 900 m     | Jose A. Santos     | 1er / 8     | 1 ¼          | Uptown Swell          |
| 5 septembre  | Meadowlands     | États-Unis  | Scotch Classic Stakes   | Gr. 3       | 2 200 m     | Jose A. Santos     | 1er / 9     | 9 ½          | I'm a Banker          |
| 20 septembre | Belmont Park    | États-Unis  | Turf Classic            | Gr. 1       | 2 400 m     | Jose A. Santos     | 1er / 9     | nez          | Damister              |
| 1er novembre | Santa Anita     | États-Unis  | Breeders' Cup Turf      | Gr. 1       | 2 400 m     | Jose A. Santos     | 1er / 9     | cte encolure | Theatrical            |
| 1987, 4 ans  |                 |             |                         |             |             |                    |             |              |                       |
| 14 avril     | Keeneland       | États-Unis  | Elkhorn Stakes          |             | 1 800 m     | Jacinto Vásquez    | 1er / 7     | 3            | Lieutenant's Lark     |
| 1er mai      | Churchill Downs | États-Unis  | Turf Classic Stakes     | Listed      | 1 800 m     | Jacinto Vásquez    | 1er / 4     | 3            | Vilzak                |
| 15 juillet   | Atlantic City   | États-Unis  | United Nations Handicap | Gr. 1       | 1 900 m     | Jacinto Vásquez    | 1er / 5     | 2 ½          | Racing Star           |
| 16 août      | Saratoga        | États-Unis  | Bernard Baruch Handicap | Gr. 2       | 1 800 m     | Jacinto Vásquez    | 2e / 4      | 1/2          | Talakeno              |
| 6 septembre  | Arlington Park  | États-Unis  | Arlington Million       | Gr. 1       | 2 000 m     | Angel Cordero, Jr. | 1er / 8     | 1 ½          | Sharrood              |

## Au haras
Manila a connu une réussite moyenne en tant qu'étalon. Stationné à Lane's End Farm dans le Kentucky, il est exporté vers la Turquie en 1997, où il meurt en 2009, victime d'une rupture de l'aorte. Il est tout de même le père de Bien Bien, qui brilla sur le gazon californien où il remporta la Hollywood Turf Cup, le Hollywood Turf Handicap, les San Luis Rey Stakes et le San Juan Capistrano Invitational Handicap. 

## Origines
Manila est un fils du grand étalon français Lyphard, exporté aux États-Unis en 1978, à qui il contribua à offrir par ses exploits un titre de tête de liste des étalons américains en 1986. 
La mère de Manila, Dona Ysidra, portait le nom de la grande-tante de son propriétaire Eduardo Cojuangco, à l'origine de la fortune familiale de ce magnat de l'alimentaire. Elle fit une carrière honorable en piste (6 victoires en 19 courses, pour 100 000 dollars de gains dans des épreuves de niveau intermédiaire), mais brilla surtout au haras puisque, outre Manila, elle donna Stately Don (par Nureyev), qui s'illustra d'abord en Europe (troisième des Irish 2000 Guineas), puis outre-Atlantique où il s'adjugea deux groupe 1, les Secretariat Stakes et le Hollywood Derby.

### Pedigree
| Origines de Manila (USA), mâle bai né en 1983 | Origines de Manila (USA), mâle bai né en 1983 | Origines de Manila (USA), mâle bai né en 1983 | Origines de Manila (USA), mâle bai né en 1983 |
| --------------------------------------------- | --------------------------------------------- | --------------------------------------------- | --------------------------------------------- |
| Père Lyphard 1969                             | Northern Dancer 1961                          | Nearctic                                      | Nearco                                        |
| Père Lyphard 1969                             | Northern Dancer 1961                          | Nearctic                                      | Lady Angela                                   |
| Père Lyphard 1969                             | Northern Dancer 1961                          | Natalma                                       | Native Dancer                                 |
| Père Lyphard 1969                             | Northern Dancer 1961                          | Natalma                                       | Almahmoud                                     |
| Père Lyphard 1969                             | Goofed 1960                                   | Court Martial                                 | Fair Trial                                    |
| Père Lyphard 1969                             | Goofed 1960                                   | Court Martial                                 | Instantaneous                                 |
| Père Lyphard 1969                             | Goofed 1960                                   | Barra                                         | Formor                                        |
| Père Lyphard 1969                             | Goofed 1960                                   | Barra                                         | La Favorite                                   |
| Mère Dona Ysidra 1977                         | Le Fabuleux 1961                              | Wild Risk                                     | Rialto                                        |
| Mère Dona Ysidra 1977                         | Le Fabuleux 1961                              | Wild Risk                                     | Wild Violet                                   |
| Mère Dona Ysidra 1977                         | Le Fabuleux 1961                              | Anguar                                        | Verso                                         |
| Mère Dona Ysidra 1977                         | Le Fabuleux 1961                              | Anguar                                        | La Rochelle                                   |
| Mère Dona Ysidra 1977                         | Matriarch 1964                                | Bold Ruler                                    | Nasrullah                                     |
| Mère Dona Ysidra 1977                         | Matriarch 1964                                | Bold Ruler                                    | Miss Disco                                    |
| Mère Dona Ysidra 1977                         | Matriarch 1964                                | Lyceum                                        | Bull Lea                                      |
| Mère Dona Ysidra 1977                         | Matriarch 1964                                | Lyceum                                        | Colosseum (famille 16-g)                      |